# Mickey One
Pour plus de détails, voir Fiche technique et Distribution.
Mickey One est un film américain d'Arthur Penn avec Warren Beatty et Alexandra Stewart sorti en salles le 27 septembre 1965.
Arthur Penn traite de la paranoïa, il avait carte blanche pour ce film.

## Synopsis
Un artiste essaie d'échapper à l'emprise de la Mafia qui l'a soutenu dans son ascension. 

## Fiche technique
- Titre original : Mickey One
- Réalisation : Arthur Penn
- Scénario : Alan M. Surgal
- Production : Arthur Penn
- Musique : Eddie Sauter
- Photographie : Ghislain Cloquet
- Montage : Aram Avakian
- Décors : George Jenkins
- Costumes : Domingo A. Rodriguez
- Sociétés de production : Florin et Tatira
- Société de distribution : Columbia Pictures
- Pays de production : États-Unis
- Genre : Film dramatique
- Durée : 1h33
- Date de sortie :
  - États-Unis : 27 septembre 1965

## Distribution
- Warren Beatty : Mickey One
- Alexandra Stewart : Jenny
- Kamatari Fujiwara : l'artiste
- Hurd Hatfield : Eddie Castle
- Franchot Tone : Rudy Lopp
- Teddy Hart : Berson
- Jeff Corey : Fryer
- Donna Michelle : la fille

## Accueil critique
En 2002, dans son livre Le Nouvel Hollywood, Peter Biskind qualifie Mickey One de « « film d'art » américain obscur et prétentieux à la saveur européenne. » Il note que même Warren Beatty ne l'aime pas, mais c'est néanmoins la vision de Mickey One qui fera que les scénaristes de Bonnie et Clyde, David Newman et Robert Benton, lui conseilleront de contacter Arthur Penn pour réaliser ce film.
Dans ses mémoires Mon bel âge Alexandra Stewart évoque le tournage du film. Warren Beatty, séparé de Natalie Wood, vivait alors une relation secrète avec une femme mariée, Leslie Caron.

### Revue de presse
- Alain Taleu, « Mickey One », Téléciné no 129, Paris, Fédération des Loisirs et Culture Cinématographique (FLECC), juin-juillet 1966, p. 56,  (ISSN 0049-3287)